# Andesipolis yanayacu
Andesipolis yanayacu is een insect dat behoort tot de orde vliesvleugeligen (Hymenoptera) en de familie van de schildwespen (Braconidae). De wetenschappelijke naam van de soort werd voor het eerst geldig gepubliceerd door Townsend & Shaw in 2009.